# Предсказање
Предсказање (енгл. The Omen) је британско-амерички натприродни хорор филм из 1976. године, редитеља Ричарда Донера са Грегоријем Пеком, Ли Ремик, Дејвидом Ворнером и Били Вајтло у главним улогама. Композитор Џери Голдсмит је за главну музичку тему филма, Ave Satani, награђен Оскаром за најбољу оригиналну музику и номинован за исту награду у категорији најбоље оригиналне песме. Централни лик филма је дечак по имену Демијан Торн, за кога се испоставља да је Антихрист.
Продукцијска кућа Твентит сенчури фокс премијерно је приказала филм 6. јуна 1976, чиме се алудирало на 666 (број Звери), који је један од битних елемената у филму. Предсказање је добило веома позитивне критике и са зарадом од преко 60 милиона долара постало један од комерцијално најуспешнијих филмова 1976. године. Поред наведеног Оскара, филм је добио још 5 награда и 8 номинација, међу којима је номинација за награду БАФТА за најбољу глумицу у споредној улози (Били Вајтло) и номинација за Награду Сатурн за најбољи хорор филм. Амерички филмски институт, бројни критичари и филмски часописи сврстали су Предсказање на листу „100 најбољих хорор филмова свих времена”.
Филм је изродио 3 наставка, од којих су прва два директно повезана са оригиналом, као и истоимени римејк из 2006. године.

## Радња
Године 1976. амерички дипломата Роберт Торн и његова жена Кетрин живе у Риму, где Кетрин 6. јуна тачно у шест сати роди дечака за кога је Роберту речено да је одмах умро. Отац Спилето, болнички капелан, предложи Роберту да у тајности усвоји другог дечака, који је рођен у исто време када се и Кетрин породила, а чија је мајка умрла на порођају. Роберт прећути Кетрин да дете није њихово. Надену му име Демијан.
Пет година касније Роберт је именован за америчког амбасадора у Уједињеном Краљевству, након чега мистериозни феномени почну да муче Торнове: непријатељски настројени ротвајлер појави се у њиховој кући, Демијанова дадиља се обеси на очиглед свих присутних током прославе Демијановог петог рођендана, нова дадиља, госпођа Бејлок, појави се неочекивано, Демијан се насилно опире уласку у цркву и Демијаново присуство преплаши животиње у сафари парку. Такође, Торновима необично делује и чињеница да Демијан у својих пет година живота није оболео ни од једне дечје болести. Отац Бренан упозори Роберта у вези са Демијановим пореклом, наговестивши да он није људско биће и инсистирајући да се Роберт причести. Он саопшти Роберту да је Демијан Сатанин син, да је Кетрин трудна и да ће Демијан убити свог нерођеног брата/сестру и родитеље. Касније оца Бренана убије громобран који падне након што гром удари у њега. Кетрин саопшти Роберту да жели да абортира, чему се Роберт противи. Демијан гурне Кетрин преко степенишне ограде, те ова падне на под у приземљу, услед чега задобије повреде и побаци.
Новински фотограф Кит Џенингс примети сенке на фотографијама Демијанове прве дадиље и оца Бренана, које су претходиле њиховим погибијама. Кит покаже Роберту фотографије, заједно са новинским чланцима и пасусима из Библије у којима се предсказује долазак Антихриста. Он и Робет отпутују у Рим да расветле околности Демијановог рођења. Сазнају да је велики пожар уништио болницу, укључујући и Кетринин матерински досије, и усмртио сво дежурно особље. Они нађу оца Спилета, јединог преживелог у пожару, у једном манастиру, тешко опеченог, немог, слепог на једно око и делимчно паралисаног. Он их упути ка гробљу на ком је сахрањена Демијанова биолошка мајка. У гробу Демијанове мајке, Роберт и Кит затекну леш шакала, а у суседном гробу - дечји скелет са пробушеном лобањом. Роберт тада схвати да његов рођени син није умро природном смрћу на рођењу, већ је убијен да би Демијан могао да заузме његово место. Чопор ротвајлера отера Роберта и Кита са гробља.
Роберт назове Кетрин у болници да јој саопшти да мора да напусти Лондон, али је госпођа Бејлок предухитри бацивши је са прозора у смрт. Роберт и Кит спријатеље се са археологом и експертом за егзорцизам, Карлом Бугенхагеном, у Израелу, који саопшти да, ако је Демијан уистину Антихрист, има на себи младеже у облику три шестице. Карл да Роберту седам бодежа Мегида, којима треба да убије Демијана на освећеном тлу. Роберт одбије да то учини, али Кит остаје убеђен у неопходност тога. Мало затим, Киту стаклена плоча одруби главу. Роберт тада против своје воље прихвати свој задатак.
Роберт пронађе младеже испод Демијанове косе док овај спава и нападне га госпођа Бејлок, коју он избоде на смрт. Наоружан бодежима, Роберт одвезе Демијана до катедрале. Његова ужурбана вожња привуче пажњу полиције, која се да у потеру за њим. Роберт довуче вриштећег Демијана на олтар да га убије и моли Бога да му опрости, али полиција стигне на лице места и предухитри га упуцавши га на смрт.
Двострукој сахрани Кетрин и Роберта Торна присуствују амерички председник и прва дама, са којима је и Демијан. Демијан се окрене и насмеши се у камеру.

## Улоге
| Глумац                | Улога                  |
| --------------------- | ---------------------- |
| Грегори Пек           | Роберт Торн            |
| Ли Ремик              | Кетрин Торн            |
| Дејвид Ворнер         | Кит Џенингс            |
| Били Вајтло           | гђа Бејлок             |
| Харви Спенсер Стивенс | Демијан Торн           |
| Патрик Траутон        | отац Бренан            |
| Мартин Бенсон         | отац Спилето           |
| Лео Макерн            | Карл Бугенхаген        |
| Роберт Ријети         | Калуђер                |
| Џон Страјд            | психијатар             |
| Ентони Николс         | др Фред Бекер          |
| Холи Паланс           | дадиља                 |
| Рој Бојд              | репортер               |
| Фреда Доуи            | медицинска сестра      |
| Томи Дуган            | свештеник              |
| Шила Рејнор           | Ингрид Хортон          |
| Роберт Маклеон        | господин Хортон        |
| Бети Макдауел         | секретарица            |
| Николас Кембел        | стражар у амбасади САД |